# 919 Third Avenue
Le 919 Third Avenue est un gratte-ciel de New York. Il a été construit en 1971 et mesure 188 mètres pour quarante-sept étages. Design par le cabinet d'architecte "Skidmore, Owings and Merrill" dit SOM.

## Bureaux occupants célèbres
Il y a eu les bureaux des cabinets d'avocats comme Jenner & Block, Schulte Roth & Zabel, Skadden, Arps, Slate, Meagher & Flom et Debevoise & Plimpton...
Le groupe financier "Bloomberg LP", les bureaux des magasins Bloomingdale's.